# Alcune signore per bene
Alcune signore per bene è un film italiano del 1990 diretto da Bruno Gaburro.
Parti di questo film e di Spogliando Valeria sono state utilizzate dal produttore Pino Buricchi per comporre Rose rosse per una squillo.

## Trama
Un ricco e anziano patriarca ha intenzione di lasciare l'eredità a sua nipote Francesca detto Kiki, che si è sposata anche se é lesbica. Però nessuno della famiglia vuole rinunciare a quella ricchezza e ben presto la vicenda si costella di omicidi, ricatti e infedeltà sessuale.